# Hakainde Hichilema
Hakainde Hichilema, né le 4 juin 1962, est un homme d'État Zambien.
Membre du Parti unifié pour le développement national (UPND), candidat sans succès aux élections présidentielles de 2006, 2008, 2011, 2015 et 2016, il est élu président de la République en 2021.

## Biographie
En 2006, Hakainde Hichilema succède à Anderson Mazoka à la présidence du Parti unifié pour le développement national (UPND) et de l'Alliance démocratique unie (UDA), coalition d'opposition au président Levy Mwanawasa.
Candidat à l'élection présidentielle zambienne de 2006, il arrive en troisième position avec 25,3 % des suffrages. Il finit à nouveau troisième lors du scrutin présidentiel faisant suite à la mort de Levy Mwanawasa, en 2008.
Il perd de justesse l'élection présidentielle de 2015 face au candidat du parti au pouvoir, Edgar Lungu (48,3 % contre 46,7 %), et dénonce des fraudes. Il perd de nouveau l'élection présidentielle de l'année suivante (47,6 % contre 50,4 % pour Edgar Lungu).
En avril 2017, toujours à la tête de l'opposition, il est arrêté et doit répondre d'une accusation de « trahison » et d'avoir voulu renverser le gouvernement.
En novembre 2017, son nom est cité dans les révélations des Paradise Papers,.
Candidat à l'élection présidentielle de 2021, il l’emporte dès le premier tour avec 59,0 % des suffrages exprimés, plus de vingt points devant le président sortant, Edgar Lungu. Sa colistière est Mutale Nalumango. Il est investi le 24 août 2021, devenant ainsi le septième président de la République de Zambie.